# Герань (станция радиоэлектронного подавления)
«Герань» — семейство авиационных станций радиоэлектронного подавления индивидуальной защиты: СПС — 161, СПС-162 (изд. Л101 и Л102). Более совершенный вариант станции «Сирень».

## Назначение
Автоматическая станция индивидуальной защиты, создающая активные уводящие помехи по дальности и по скорости как импульсным, так и доплеровским радиолокационным системам наведение противника (активный ретранслятор сигналов). Она принимает облучающий импульс, автоматически определяет его параметры и формирует серию аналогичных ложных ответных сигналов с временной задержкой, которые приводят к срыву наведения. В отличие от «Сирени», станция может работать в передней и задней полусферах, а также подавлять одновременно две однотипные РЛС противника.

## Применение
Станция может подавлять РЭС с импульсным, непрерывным и квазинепрерывным излучением, во всём диапазоне частот РЛС вероятного противника. Канал дальности (АСД) — уводящая помеха назад по дальности, подвижная и неподвижная. Канал скорости (АСС) — увод в сторону меньших скоростей, т. н. «допплеровский шум» и сетка сигналов на допплеровских ложных частотах. Канал наведения (АСН) — формирует помехи: мерцающая, прицельная по частоте сканирования, скользящая по частоте сканирования, наводимая на частоту сканирования, поляризационная, импульсная, перенацеливающая на землю или облако дипольных отражателей.
Для предполётной проверки работоспособности станция оборудована встроенным контролем исправности (ВСК).